# Michael White (Snookerspieler)
Michael White (* 5. Juli 1991 in Neath) ist ein walisischer Snookerspieler, der nach mehreren Amateurerfolgen wie dem Gewinn des IBSF World Grand Prix 2006 von 2007 bis 2024 mit zwei Unterbrechungen insgesamt 14 Jahre Profispieler auf der World Snooker Tour war. Er gewann als Profi die beiden Ranglistenturniere Indian Open 2015 und Paul Hunter Classic 2017 sowie das Snooker Shoot-Out 2015 und erreichte Rang 15 der Snookerweltrangliste.

## Karriere

### Beginn als Amateur und erstes Profijahr
Schon in sehr jungen Jahren deutete sich Whites Talent an. 2001 wurde er ins Guinness-Buch der Rekorde aufgenommen, als er im Alter von neun Jahren und 268 Tagen ein Century Break erzielte. In den folgenden Jahren gewann er verschiedenste walisische Juniorenturniere. Mit 13 Jahren erreichte er 2004 das Viertelfinale der U21-Snookerweltmeisterschaft und im selben Alter im Jahr 2005 das Finale der walisischen Snooker-Meisterschaft, auch wenn er dieses gegen Andrew Pagett verlor. Noch im selben Jahr erreichte er das Achtelfinale der U21-Amateurweltmeisterschaft und setzte seine Erfolgsserie 2006 mit dem Viertelfinale der walisischen Meisterschaft und dem Halbfinale der U19-Europameisterschaft fort. Seinen bis dahin größten Erfolg erzielte er allerdings beim IBSF World Grand Prix, der Ersatzveranstaltung für die ausgefallene Amateurweltmeisterschaft der Herren 2005. Er gewann das Turnier mit einem 10:5-Sieg über Mark Boyle, der allerdings das damit verbundene Ticket für die Snooker Main Tour bekam, da White mit 14 Jahren noch zu jung war. Als White jedoch ein Jahr später mit einem 6:2-Sieg über Vincent Muldoon die U19-Europameisterschaft gewann, erhielt er einen Startplatz für die Main Tour.
Vor Beginn seiner Profikarriere stimmte sich White mit einer Teilnahme an der Europameisterschaft 2007 auf das Profileben ein und schied in der Runde der letzten 32 gegen Lasse Münstermann aus. Die anschließende Saison 2007/08 verlief allerdings enttäuschend für den jungen Waliser, der nur gut ein Viertel seiner Spiele gewann und nie die Hauptrunde eines Ranglistenturnieres erreichte. Am Anfang der Saison musste er sogar ein Turnier aussetzen, da er noch nicht 16 Jahre alt war, was eine Voraussetzung für die Teilnahme am Shanghai Masters war. Ohne sich auf der Weltrangliste platzieren zu können, verlor White seinen Profistatus zunächst wieder.

### Amateurjahr 2008/09 und Rückkehr auf die Profitour
In der anschließenden Amateursaison nahm White an der Pontins-Pro-Am-Turnierserie und an der Pontin’s International Open Series 2008/09 teil, wo er das Finale des dritten Events gegen Shokat Ali verlor. Zudem gewann White gegen Darren Morgan die walisische Snooker-Meisterschaft und erreichte das Finale der U19-Europameisterschaft, unterlag aber Luca Brecel. Als Nummer eins der walisischen Amateur-Rangliste, die er zum Saisonende war, wurde er anschließend wieder Profispieler.
Doch auch Whites zweite Profisaison, die Saison 2009/10 verlief nicht allzu gut für den Waliser, der zwar die Runde der letzten 64 des Shanghai Masters und die Runde der letzten 48 der UK Championship erreichte, nie aber bei wichtigen Turnieren weiter kam. Weitaus mehr Erfolg hatte er als Profi auf der auf Amateurebene angesiedelten Turnierserie Pontins Pro-Am, bei der er zwei von vier Turnieren gewinnen konnte, bei den Grand Finals aber direkt in der ersten Runde ausschied. Am Saisonende belegte er lediglich Rang 73 der Profiweltrangliste, was nicht für eine direkte Qualifikation für die nächste Saison reichte. Diese erlangte er allerdings durch das Hintertürchen der Ein-Jahres-Wertung, dessen acht bestplatziertesten, noch nicht für die nächste Saison qualifizierten Spieler auch einen Qualifikationsplatz bekamen – was bei White der Fall war.
Im Laufe der nächsten Saison konnte White einige gute Ergebnisse erzielen, insbesondere auf der Players Tour Championship. Dort erreichte er unter anderem das Viertelfinale des Rhein-Main Masters und das Achtelfinale des Prague Classic. Bei den „normalen“ Turnieren gelang ihm zwar keine Hauptrundenteilnahmen, doch er zog in die finale Qualifikationsrunde des Shanghai Masters und sowohl bei der UK Championship als auch bei der Snookerweltmeisterschaft in die vorletzte Qualifikationsrunde ein. Mit Ranglistenplatz 66 verpasste er um lediglich zwei Plätze die direkte Qualifikation für die nächste Saison. Diesmal rettete ihn die Order of Merit der Players Tour Championship, über die er sich für die nächste Saison ähnlich wie ein Jahr zuvor über die Ein-Jahres-Wertung für die nächste Spielzeit qualifizieren konnte.

### Aufstieg in die Weltspitze

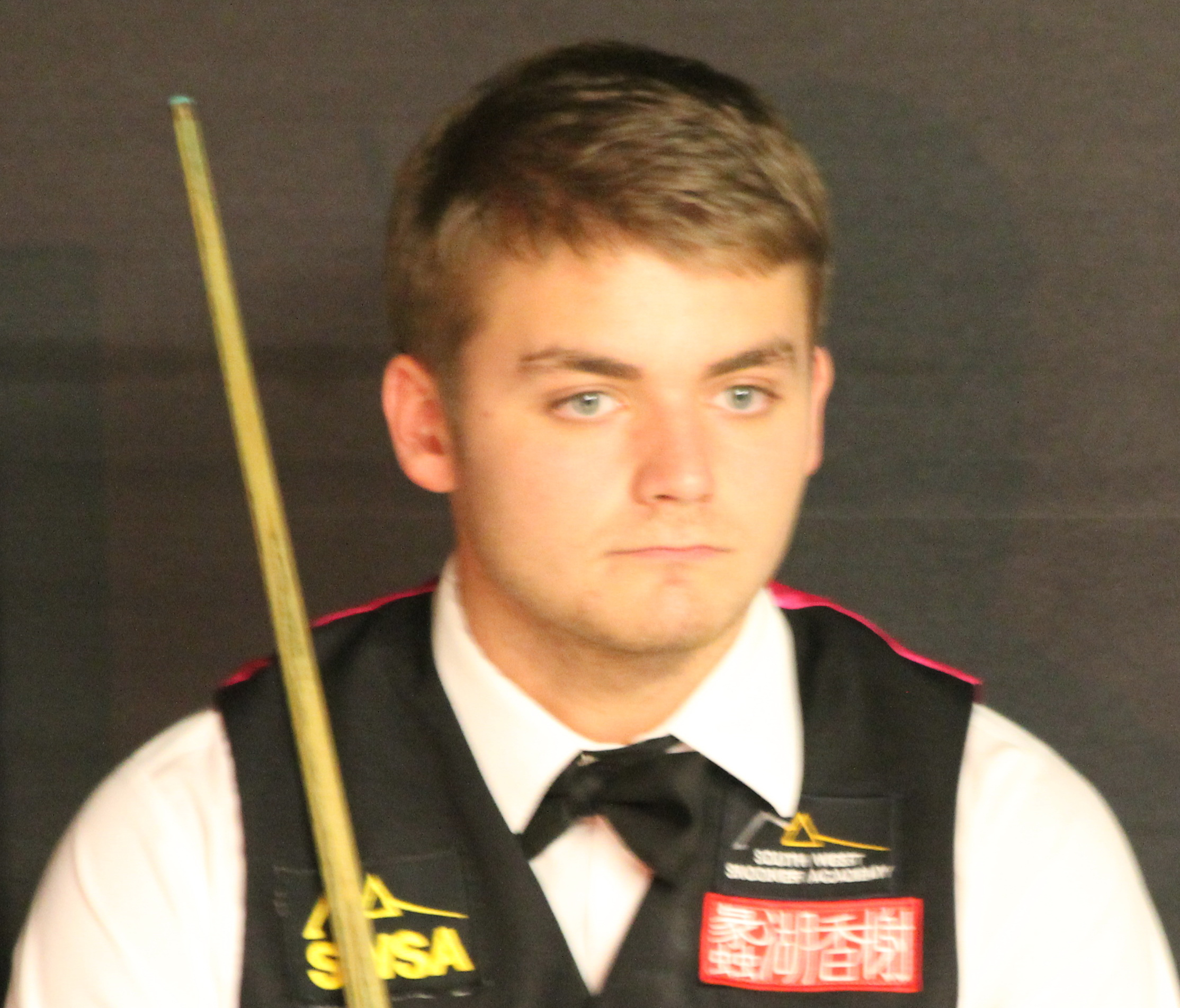
Michael White (2012)

Mit der Saison 2011/12 konnte sich White vollends auf der Tour etablieren: mehrfach erreichte er bei Ranglistenturnieren die Runde der letzten 64, bei der UK Championship und dem German Masters sogar die Runde der letzten 48. Zudem spielte er beim Shanghai Masters mit einem 145er-Break das höchste Break seiner Karriere. Erneut hatte er bei PTC-Events mehr Erfolg und zog ins Achtelfinale des Paul Hunter Classics und des fünften PTC-Events sowie ins Halbfinale der Kay Suzanne Memorial Trophy ein. Auf Amateurebene erreichte er beim Pink Ribbon das Halbfinale. Mit Rang 54 am Saisonende konnte sich White erstmals direkt für die nächste Saison qualifizieren. Bei regelmäßig guten Ergebnissen erreichte er in dieser bei den PTC-Events das Halbfinale des ersten Events der asiatischen Teiltour und das Viertelfinale des Paul Hunter Classics. Sein größter Erfolg war jedoch die Viertelfinalteilnahme beim wichtigsten Profiturnier, der Snookerweltmeisterschaft. Zudem belegte er im Endklassement der Vienna Open auf Amateurebene den vierten Platz. Auf der Weltrangliste verbesserte er sich auf Rang 34.
Auf diesem Niveau konnte sich White im Folgenden etablieren und sich zusätzlich auch steigern. So erreichte er während der Saison 2013/14 sowohl beim vollwertigen Ranglistenturnier Indian Open als auch beim PTC-Turnier Paul Hunter Classic das Viertelfinale, schied aber auch bei vier weiteren vollwertigen Ranglistenturnieren, darunter die Snookerweltmeisterschaft in der Runde der letzten 32 aus. Von daher verbesserte er sich bis zum Saisonende auf Rang 26. In der anschließenden Saison zog White zunächst unter anderem ins Halbfinale der Bulgarian Open, ein PTC-Event, sowie ins Viertelfinale des Shanghai Masters und der International Championship ein. Zu Beginn der zweiten Saisonhälfte gelang allerdings der größte Erfolg seiner bisherigen Karriere, als er mit dem Einladungsturnier Snooker Shoot-Out sein erstes Profiturnier gewann. Direkt im Anschluss daran gewann er mit den Indian Open sein zweites Turnier, das ein vollwertiges Ranglistenturnier war. Zeitweise bereits in den Top 16 geführt, belegte er am Saisonende den 17. Platz. Auch in der Saison 2015/16 erreichte er mit dem Viertelfinale der Australian Goldfields Open und der World Open mehrere höhere Runden. Bestes Ergebnis war eine Finalteilnahme bei den Gibraltar Open, auch wenn er das Endspiel mit 1:4 gegen Marco Fu verlor. Zwar verschlechterte sich White mit der Endabrechnung am Saisonende um zwei Plätze auf Rang 19, doch zuvor hatte er mit Rang 15 noch den besten Platz seiner Karriere belegt. Zum Ende der Saison gab White bekannt, an Depressionen zu leiden.

### Abgang, erneute Amateurzeit und Rückkehr

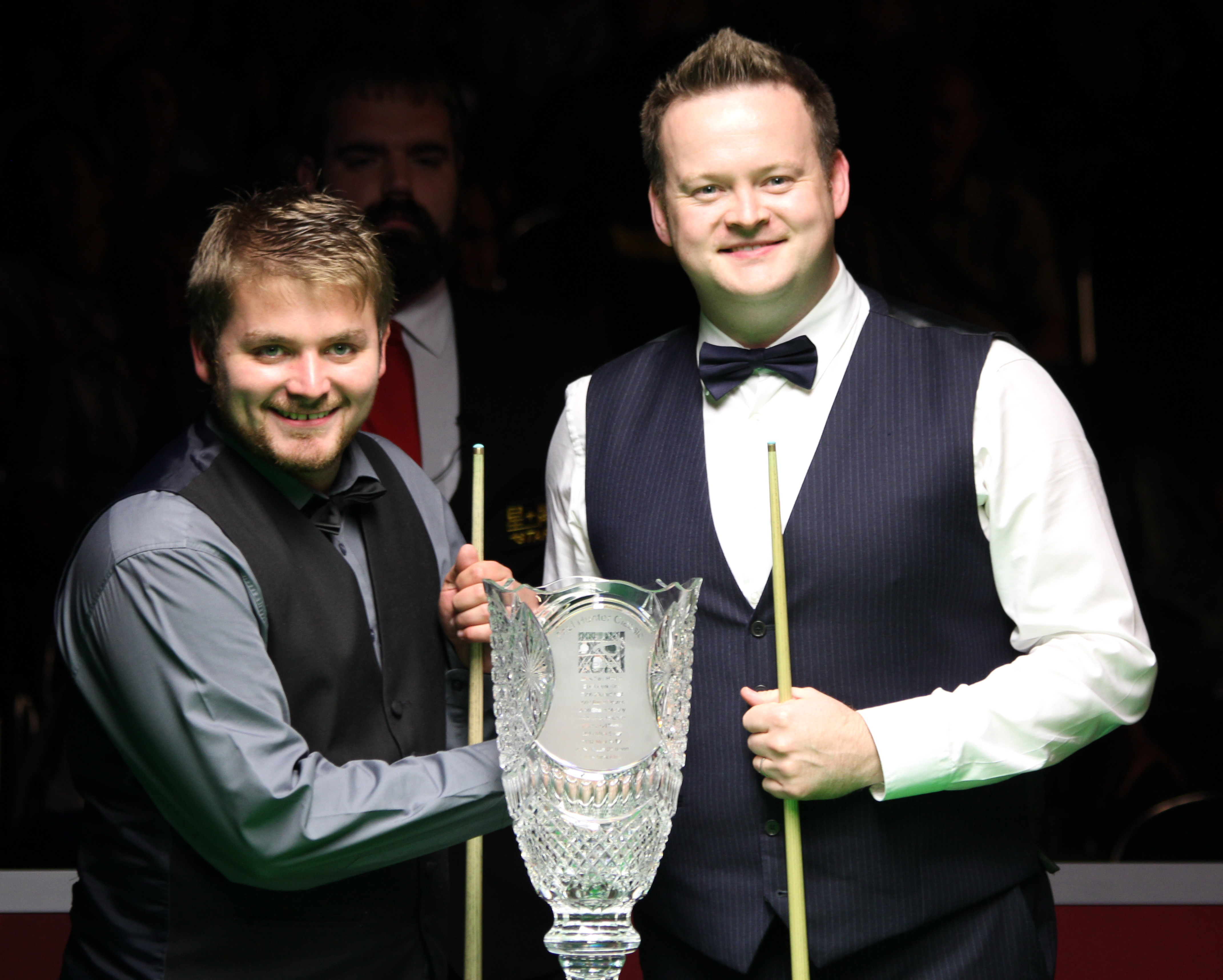
White mit Shaun Murphy beim Finale des Paul Hunter Classic 2017

Auch die Spielzeit 2016/17 verlief durchaus erfolgreich, wobei White mehrere Achtelfinals und sowohl beim Shanghai Masters als auch bei den Northern Ireland Open das Viertelfinale erreichte. Dennoch wurde er am Saisonende nur noch auf Rang 26 geführt. Dieser Trend setzte sich mit der folgenden Saison trotz seines dritten Turniersieges beim Paul Hunter Classic und drei weiterer Viertelfinalteilnahmen fort, wobei er sich mit einer Verschlechterung auf Rang 29 leicht abflachte. Als er in der Saison 2018/19 abgesehen von einer Halbfinalteilnahme beim Snooker Shoot-Out häufig früh verlor, rutschte er auf die 45. Position der Rangliste ab. In der folgenden Saison konnte White lediglich bei sechs von fünfzehn Turnieren überhaupt ein Spiel gewinnen, bestes Ergebnis blieb eine Achtelfinalteilnahme bei der UK Championship. Am Saisonende belegte White nur noch Rang 71, womit er nach insgesamt zwölf Profijahren seinen Profistatus verlor.
Der Versuch der direkten Wiederqualifikation über die Q School scheiterte an Fan Zhengyi im Finale seiner Gruppe beim ersten und an Paul Davison im Gruppenhalbfinale beim dritten Event. Wegen seiner trotzdem guten Ergebnisse bei der Q School wurde er im Laufe der Saison 2020/21 regelmäßig zu Turnieren eingeladen und erreichte dabei unter anderem dreimal eine Runde der letzten 32. Trotzdem verpasste er die Top 8 der nicht bereits qualifizierten Spieler auf der Ein-Jahres-Weltrangliste, was den Erhalt eines neuen Profiplatzes bedeutet hätte. Der anschließende Versuch Whites, sich über die Q School zu qualifizieren, misslang wie schon im Vorjahr. Immerhin konnte er so an der WPBSA Q Tour teilnehmen, wo er zwar das Finale eines Events erreichen konnte, aber erneut eine Qualifikation verpasste. Eine weitere Chance hatte er bei den WSF Open, wo er durch eine Halbfinalniederlage wieder knapp an einer Qualifikation vorbeischrammte. Um seinen Lebensunterhalt zu verdienen, arbeitete er nebenher als Paketbote bei Amazon.
Erneut langten seine Q-School-Resultate auch für regelmäßige Einladungen zu verschiedenen Profiturnieren. Tatsächlich wurde er so regelmäßig eingeladen, dass er fast an jedem Turnier teilnehmen konnte. Besonders am Ende der Saison konnte er dabei mehrere Erfolge erzielen: Zunächst erreichte er die Runde der letzten 32 der Gibraltar Open und das Achtelfinale des Turkish Masters, dann qualifizierte er sich bei der Weltmeisterschaft als erst zweiter Amateur nach James Cahill bei der Ausgabe 2019 für die Hauptrunde im Crucible Theatre. Auch wenn er dort direkt gegen Mark Williams ausschied, reichte dieser großer Erfolg für Platz 2 auf der Ein-Jahres-Qualifikationsliste. So schaffte er zur Saison 2022/23 die Rückkehr auf die Profitour.

### Suspendierung
Am 11. Juli 2024 wurde White wegen Gewalt gegen seine ehemalige Lebensgefährtin zu einer dreijährigen Haftstrafe verurteilt. Die WPBSA entzog ihm daraufhin seinen Platz auf der Maintour und strich ihn aus der Weltrangliste.

## Erfolge
| Ausgang         | Jahr | Turnier                                              | Finalgegner     | Ergebnis     |
| --------------- | ---- | ---------------------------------------------------- | --------------- | ------------ |
| Amateurturniere |      |                                                      |                 |              |
| Zweiter         | 2005 | Walisische Snooker-Meisterschaft                     | Andrew Pagett   | 4:6          |
| Sieger          | 2006 | IBSF World Grand Prix                                | Mark Boyle      | 10:5         |
| Sieger          | 2007 | EBSA U19-Snookereuropameisterschaft                  | Vincent Muldoon | 6:2          |
| Zweiter         | 2008 | Pontin’s International Open Series 2008/09 – Event 3 | Shokat Ali      | 3:6          |
| Sieger          | 2009 | Walisische Snooker-Meisterschaft                     | Darren Morgan   | 8:2          |
| Zweiter         | 2009 | EBSA U19-Snookereuropameisterschaft                  | Luca Brecel     | 5:6          |
| Sieger          | 2009 | Pontins Pro-Am – Event 2                             | Paul Davison    | 5:3          |
| Sieger          | 2009 | Pontins Pro-Am – Event 4                             | Ken Doherty     | 5:4          |
| Zweiter         | 2020 | Q School – Event 1                                   | Fan Zhengyi     | 2:4          |
| Zweiter         | 2021 | WPBSA Q Tour 2021/22 – Event 2                       | Si Jiahui       | 4:5          |
| Profiturniere   |      |                                                      |                 |              |
| Sieger          | 2015 | Snooker Shoot-Out                                    | Xiao Guodong    | 54:48 (Pkt.) |
| Sieger          | 2015 | Indian Open                                          | Ricky Walden    | 5:0          |
| Zweiter         | 2015 | Gibraltar Open                                       | Marco Fu        | 1:4          |
| Sieger          | 2017 | Paul Hunter Classic                                  | Shaun Murphy    | 4:2          |